# Францішек Костшевський
Францішек Костшевський (пол. Franciszek Kostrzewski; 19 квітня 1826, Варшава — 30 вересня 1911, Варшава) — польський художник реалістичного напряму, ілюстратор, автор сатиричних малюнків і карикатурист.

## Життя і творчість
Ф. Костшевський вивчав живопис у варшавській Школі витончених мистецтв під керівництвом Яна Фелікса Піварського і Олександра Кокулара. Малював переважно пейзажі та жанрові сцени. Ілюстрації і карикатури художника публікувалися в різних виданнях варшавської періодичної преси — Tygodnik Ilustrowany, Клоса, Муше та інших. Займався також ілюструванням літературних творів (у тому числі — «Пана Тадеуша» Адама Міцкевича).